# Universidad del Golfo (Baréin)
La Universidad del Golfo (en árabe: الجامعة الخليجية) es una universidad privada en Sanad, en el país asiático de Baréin.
La universidad del Golfo fue establecida el 17 de septiembre de 2001, autorizada por el Ministerio de Educación de Baréin.
Las facultadesd de la Universidad del Golfo ofrecen programas de pregrado y postgrado:
- Facultad de Administración y Ciencias Financieras
- Facultad de Ingeniería y Ciencias
- Facultad de Educación
- Facultad de Ingeniería
- Facultad de Derecho